# Ytterstfors bruksförsamling
Ytterstfors bruksförsamling var en bruksförsamling inom Svenska kyrkan, belägen i nuvarande Luleå stift i nuvarande Skellefteå kommun. Församlingen uppgick efter 1866 i Skellefteå landsförsamling.

## Administrativ historik
Församlingen bildades 1 maj 1838 genom en utbrytning ur Skellefteå landsförsamling, dit den återgick efter 1866.
Kyrkoböcker fortsatte dock föras fram till 1869/1870 och formellt till 1 maj 1875 var församlingen annexförsamling i pastoratet Skellefteå landsförsamling.
Området med utökad omfattning återbildades sedan 1 maj 1875 som Byske församling efter att Byske kyrka invigts 1872.